# Archiconfrérie de la Sainte-Croix de Nice
 (septembre 2017).
L'archiconfrérie de la Sainte-Croix de Nice ou Sociétas Gonfalonis ou Société du Gonfalon, sans doute plus connue sous le nom de confrérie des pénitents blancs, est une confrérie de pénitents fondée au début du XIVe siècle. Plus ancienne association niçoise encore en activité, elle est reconnue d'utilité publique depuis 1817.

## Historique
L'archiconfrérie de la Sainte-Croix est créée le 20 mars 1306 dans l’église des dominicains de Nice, laquelle se trouvait alors sur l’actuelle place du Palais de justice. En 1518, les pénitents quittent la chapelle du couvent des dominicains pour construire leur propre chapelle à côté de l’église Saint-Martin–Saint-Augustin, toujours dans le Vieux-Nice. À partir de 1596, la confrérie a des rapports réguliers avec la ville pour la gestion de l’hôpital communal. En 1630, la ville retire la gestion aux pénitents blancs qui décident en 1632 de fonder leur propre hôpital privé, lequel est créé en 1636 (au numéro 5 de l’actuelle rue Zanin) avec onze lits. On y accepte tous les malades sauf les fous, les contagieux, les vénériens et les incurables,. Les contagieux sont refusés par sécurité, les vénériens parce qu’ils sont responsables de leur maladie et les fous et les incurables parce qu’ils occuperaient en permanence les lits au détriment des malades que l’on peut guérir ; outre le fait que l’argent de la Confrérie doit être employé utilement et non à fonds perdus. Les pénitents ne soignent pas les malades mais gèrent et financent l’hôpital.
En 1731, les Minimes quittent leur couvent qui est acheté par les pénitents blancs en 1761. Il va devenir l’actuelle chapelle Sainte-Croix qui est refaite entre 1765 et 1767. Celle-ci est consacrée le 1er mai 1767. En 1787, la confrérie devient mixte en intégrant les pénitentes grises, dites Humiliées de Sainte Élisabeth dans une sorte de fédération où les femmes sont les égales des hommes, avec le même vêtement, sauf qu’une femme ne peut devenir prieure mais seulement vice-prieure. À cette date, la confrérie doit célébrer 1 200 messes par an pour les donateurs décédés, et comme les prêtres sont payés pour chaque messe et que l’évêque augmente le tarif, la charge financière devient très lourde et absorbe les frais d’entretien de l’hôpital. Pour y remédier, l’évêque supprime la moitié des messes. Cependant, en 1830 le problème se posera de nouveau et l’évêque décidera que la messe des morts du 2 novembre sera célébrée pour tous les donateurs de la confrérie.
Sous la Révolution française, toutes les confréries sont supprimées, en droit dès 1792 mais en fait en 1797, et l’hôpital est confisqué. En 1801, la chapelle est reprise par les pénitents qui se sont constitués en une association informelle. En 1814 les confréries se reconstituent et les pénitents blancs réclament leur chapelle et leur hôpital au roi Victor-Emmanuel Ier qui leur donne satisfaction en 1818. De nouveaux statuts sont élaborés en 1816-1817, dont une partie s’applique encore actuellement au titre de la tradition. L’hôpital ayant été rendu sans aucun équipement, une souscription fut ouverte auprès de tous les pénitents pour racheter les meubles et le matériel.
En 1849, l’hôpital, devenu trop petit avec ses vingt lits, est installé en pleine campagne au bord de la route de Turin (actuelle avenue de la République) avec cinquante lits, portés à cent vingt au début du XXe siècle. Les revenus de la confrérie deviennent insuffisants pour tous les soins gratuits, ce qui oblige à recevoir quelques malades payants ; lesquels deviennent de plus en plus nombreux et transforment ainsi l’hôpital en clinique privée au cours du XXe siècle. Pour réduire les coûts de fonctionnement, dès 1877 les pénitents avaient intégrés dans le personnel des religieuses qui deviendront rapidement infirmières diplômées non rémunérées.
En 1903, l'association adopte sa dénomination actuelle, "Société du Gonfalon, dite Archiconfrérie de la Sainte Croix".
À partir de 1960, il devient très difficile de trouver des religieuses infirmières et il faut embaucher des infirmières laïques. Pour faire face à la dépense, il devient nécessaire d’augmenter les tarifs d’hospitalisation. Face à cette dérive commerciale, et pour revenir à l’esprit premier et à la mission de la confrérie, le père Daumas, aumônier des pénitents, fait conventionner l’hôpital avec la sécurité sociale. En réaction, toutes les autres cliniques privées de Nice, qui accusent la clinique Sainte-Croix de concurrence déloyale, organisent une campagne de dénigrement et de nombreux médecins refusent de venir y travailler.
En 1973, la clinique a été cédée à bail à l’hôpital Saint-Roch jusqu’en 1996, date à laquelle elle est rendue à la confrérie qui donne le bâtiment et le terrain à un promoteur immobilier en échange de la reconstruction, au même endroit, d’un immeuble moderne achevé en 2006. Au rez-de-chaussée  de cet immeuble, appelé « Maison Sainte-Croix », se trouve une crèche et, dans les étages, les pénitents gèrent des appartements de coordination thérapeutique (ACT) destinés à l’hébergement et aux soins de douze personnes. Ces appartements sont entièrement meublés et équipés. Ce faisant, l’archiconfrérie de la Sainte-Croix a retrouvé sa vocation première : l’aide aux malades.